# Strani attrattori. Antologia di fantascienza radicale
Strani attrattori. Antologia di fantascienza radicale (Semiotext(e) SF) è un'antologia di fantascienza del 1996 scritto da Autori Vari.
È il numero 6 della serie Cyberpunkline.

## Racconti
- Metamorfosi n. 89 (Metamorphosis No. 89) Don Webb
- Vediamo le cose diversamente (We See Things Differently) Bruce Sterling
- L’America viene (America Comes) Bruce Boston
- Sei tipi di oscurità (Six Kinds of Darkness) John Shirley
- Nuove Particelle (On Eve of Physics Symposium, More Sub-Atomic Particles Found) Nick Herbert
- Cielo ardente (Burning Sky) Rachel Pollack
- Giorno (Day) Bob McGlynn
- Estasi nello spazio (Rapture in Space) Rudy Rucker
- Quella volta che Quent Wimpel incontrò Bigfoot (Quent Wimpel Meets Bigfoot) Kerry Thornley
- Il parassita mentale del cappellone hippy (Hippie Hat Brain Parasite) William Gibson
- La mastoplastica accrescitiva di Jane Fonda (Jane Fonda's Augmentation Mammoplasty) J.G. Ballard
- Rapporto su una stazione spaziale non identificata (Report on an Unidentified Space Station ,1982) J.G. Ballard
- Solitoni (Solitons) Paul Di Filippo
- È vero tutto questo? Be’, sì e no (Is This True? Well, Yes and No)Sharon Gannon testo, David Life collage
- Genocidio (Genocide) Richard Kadrey
- La zona autonoma antartica: una storia di fantascienza (The Antarctic Autonomous Zone: A Science Fiction Story) Hakim Bey
- Gli aridi e crudeli artigli del tucano (Vile Dry Claws of the Toucan) Ian Watson
- Addio alle grazie (Shed His Grace) Michael Blumlein
- Ok, tutti faccia a terra! (All Right, Everybody on the Floor!) Thom Metzger
- Geni prosciugati (The Gene Drain) Lewis Shiner
- Il reporter della Cia (The CIA Reporter)William S. Burroughs
- Il ragazzo nuovo (The New Boy) William S. Burroughs
- Non si può tornare a casa (You Can't Go Home Again) Ron Kolm
- Georgie e la cacca gigante (Georgie and the Giant Shit) Greg Gibson
- La tua guida di stile: usala con giudizio (Your Style Guide. Use It Wisely) Marc Laidlaw
- Maslow, Sheldrake e l’esperienza culturale (Maslow, Sheldrake, and the Peak Experience) Colin Wilson
- Ero un giovane ingegnere genetico (I Was a Teen-Age Genetic Engineer) Denise Angela Shawl
- Capitolo primo, il romanzo (Chapter One, the Novel) Luke McGuff
- San Francesco dà un bacio d’addio al suo asino (St. Francis Kisses His Ass Goodbye) Philip José Farmer
- Visitate Port Watson (Visit Port Watson!) Anonimo
- Parametri di progettazione per i testicoli a Cherry Valley (Project Parameters in Cherry Valley by the Testicles)Robert Anton Wilson
- Lo scettro di Pretorius (The Scepter of Prætorius) Rev. Ivan Stang

## Edizioni
- Autori Vari, Strani attrattori. Antologia di fantascienza radicale, collana Shake edizioni underground N.6, Milano, 1996  [1996],  p. 301.